# Municipio de Beaverdam (condado de Cherokee)
El municipio de Beaverdam (en inglés: Beaverdam Township) es un municipio ubicado en el  condado de Cherokee en el estado estadounidense de Carolina del Norte. En el año 2010 tenía una población de 797 habitantes.

## Geografía
El municipio de Beaverdam se encuentra ubicado en las coordenadas 35°11′43.09″N 84°12′24.79″O / 35.1953028, -84.2068861.